# Heteronarce garmani
Heteronarce garmani  (лат.) — вид скатов рода Heteronarce семейства нарковых отряда электрических скатов. Это хрящевые рыбы, ведущие донный образ жизни, с крупными, уплощёнными грудными и брюшными плавниками в форме диска, выраженным хвостом и двумя спинными плавниками. Они способны генерировать электрический ток. Обитают в субтропических водах юго-восточной части Атлантического океана и в западной части Индийского океана на глубине до 329 м. Максимальная зарегистрированная длина 26 см. 

## Таксономия
Впервые вид был научно описан в 1921 году. Голотип Narcine natalensis, который является синонимом Heteronarce garmani, представляет собой особь длиной 26 см, пойманную траулером у берегов Наталь на глубине 73 м.. Вид назван в честь ихтиолога-герпетолога Самуэля Гармана за его вклад в изучение хрящевых рыб.

## Ареал
Heteronarce garmani обитают в юго-восточной части Атлантики и в западной части Индийского океана. Эти редкие скаты являются эндемиками южноафриканских вод и встречаются на внешнем крае континентального шельфа и в верхней части материкового склона глубине от 73 до 329 м. 

## Описание
Грудные плавники образуют вытянутый, узкий диск. Имеются два спинных плавника и тонкий хвост. Кожа лишена чешуи. Рыло удлинённое и широко закруглённое. Ноздри расположены непосредственно перед ртом. Они окружены длинными кожными складками, которые соединяются, образуя центральный лоскут, частично покрывающий рот.
Позади глаз имеются брызгальца. У основания грудных плавников перед глазами сквозь кожу проглядывают электрические парные органы в форме почек, которые тянутся вдоль тела до конца диска. 
Дорсальная поверхность окрашена в ровный коричневый цвет, вентральная поверхность белая. Максимальная зарегистрированная длина 26 см.
.

## Биология
Heteronarce garmani являются донными морскими рыбами.   

## Взаимодействие с человеком
Эти скаты не представляют интереса для коммерческого рыболовства. Иногда они попадаются в качестве прилова при коммерческом промысле, который в ареале данного вида ведётся довольно интенсивно. Международный союз охраны природы присвоил этому виду статус «Уязвимый».  